# 모론다바

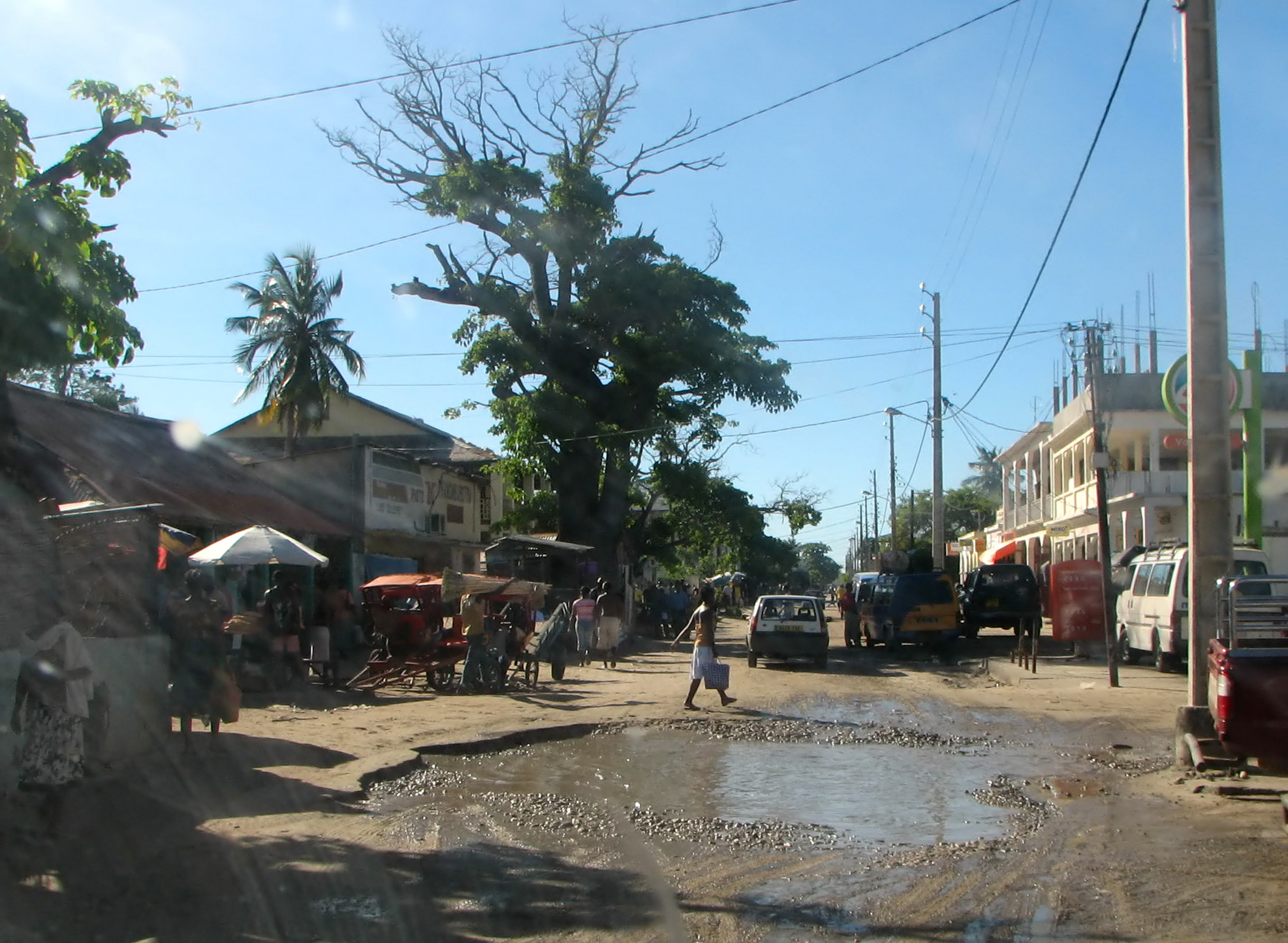
모론다바 시가지

모론다바(Morondava)는 마다가스카르의 도시로, 메나베 구의 행정 중심지이며 높이는 해발 8m이다. 모잠비크 해협과 접하며 모론다바 강 삼각주 지대에 위치한다.
대표적인 볼거리는 남위 20° 15′ 04″ 동경 44° 25′ 06″ / 남위 20.251000°  동경 44.418403°  근처에 있는 바오밥나무 대로이다. 이 곳에 있는 바오밥나무는 800년이 넘는 역사를 자랑한다. 최근 몇 년 동안 이 곳의 인구가 급격하게 증가하면서 산림 면적이 점점 줄어들고 있는데도 불구하고 유독 이 바오밥나무만은 종교적인 이유 때문에 살아남았다는 이야기가 전해진다.
모론다바에서 북쪽으로 약 150km 정도 떨어진 곳에는 유네스코가 지정한 자연유산인 칭기 데 베마라하 자연 보호 구역이 있지만 도로 사정이 좋지 않기 때문에 이 곳까지 가는 데에는 오랜 시간이 소요된다. 모론다바에서 약 60km 정도 떨어진 곳 부근에 있는 숲인 남위 20° 04′ 12″ 동경 44° 36′ 07″ / 남위 20.070000°  동경 44.601944° 에는 여우원숭이와 같이 이 곳에서만 서식하는 생물들이 많이 분포한다.

## 기후
| Morondava의 기후         | Morondava의 기후 | Morondava의 기후 | Morondava의 기후 | Morondava의 기후 | Morondava의 기후 | Morondava의 기후 | Morondava의 기후 | Morondava의 기후 | Morondava의 기후 | Morondava의 기후 | Morondava의 기후 | Morondava의 기후 | Morondava의 기후 |
| 월                       | 1월              | 2월              | 3월              | 4월              | 5월              | 6월              | 7월              | 8월              | 9월              | 10월             | 11월             | 12월             | 연간             |
| ------------------------ | ---------------- | ---------------- | ---------------- | ---------------- | ---------------- | ---------------- | ---------------- | ---------------- | ---------------- | ---------------- | ---------------- | ---------------- | ---------------- |
| 일평균 최고 기온 °C (°F) | 31.9 (89.4)      | 31.8 (89.2)      | 32.2 (90.0)      | 31.8 (89.2)      | 30.4 (86.7)      | 29.0 (84.2)      | 28.7 (83.7)      | 29.1 (84.4)      | 29.7 (85.5)      | 30.7 (87.3)      | 31.6 (88.9)      | 31.9 (89.4)      | 30.7 (87.3)      |
| 일일 평균 기온 °C (°F)   | 27.4 (81.3)      | 27.2 (81.0)      | 27.1 (80.8)      | 25.8 (78.4)      | 23.2 (73.8)      | 21.2 (70.2)      | 21.0 (69.8)      | 21.9 (71.4)      | 23.5 (74.3)      | 25.3 (77.5)      | 26.6 (79.9)      | 27.3 (81.1)      | 24.8 (76.6)      |
| 일평균 최저 기온 °C (°F) | 23.4 (74.1)      | 23.2 (73.8)      | 22.6 (72.7)      | 20.5 (68.9)      | 17.0 (62.6)      | 14.5 (58.1)      | 14.3 (57.7)      | 15.3 (59.5)      | 17.6 (63.7)      | 20.1 (68.2)      | 21.6 (70.9)      | 22.9 (73.2)      | 19.4 (66.9)      |
| 평균 강우량 mm (인치)    | 241.6 (9.51)     | 200.0 (7.87)     | 89.5 (3.52)      | 14.8 (0.58)      | 11.4 (0.45)      | 2.4 (0.09)       | 2.3 (0.09)       | 2.2 (0.09)       | 3.6 (0.14)       | 11.9 (0.47)      | 20.6 (0.81)      | 163.3 (6.43)     | 763.6 (30.06)    |
| 평균 강수일수 (≥ 1.0 mm) | 11               | 10               | 6                | 1                | 1                | 1                | 1                | 1                | 1                | 1                | 2                | 8                | 44               |
| 평균 월간 일조시간       | 269.3            | 241.6            | 287.8            | 290.0            | 302.5            | 289.4            | 297.6            | 310.0            | 298.1            | 322.1            | 313.2            | 283.4            | 3,505            |
| 출처: NOAA               |                  |                  |                  |                  |                  |                  |                  |                  |                  |                  |                  |                  |                  |

## 같이 보기
- 친지 데 베마라하 자연보호구역